# Ballad of Easy Rider (singolo)
Ballad of Easy Rider è un brano musicale scritto da Roger McGuinn, con qualche aiuto da parte di Bob Dylan (anche se Dylan non è accreditato come co-autore), per il film Easy Rider - Libertà e paura del 1969. La canzone fu inizialmente pubblicata nell'agosto 1969 nell'album della colonna sonora del film come performance solista del solo Roger McGuinn. In seguito, una versione alternativa fu pubblicata su singolo dai Byrds, la band di McGuinn, il 1º ottobre 1969, e poi inclusa nell'omonimo loro album.

## Versione di Roger McGuinn

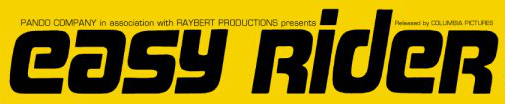
La prima versione solista di Roger McGuinn di Ballad of Easy Rider fu inclusa nell'album della colonna sonora del film Easy Rider

Uno dei due protagonisti di Easy Rider, Peter Fonda, aveva originariamente pensato di utilizzare nel film la canzone It's Alright, Ma (I'm Only Bleeding) di Bob Dylan, ma non essendo riuscito ad acquistarne i diritti, Fonda chiese a Roger McGuinn dei Byrds di inciderne una cover. Fonda avrebbe anche voluto che Dylan scrivesse la theme song per il film, ma Dylan declinò l'offerta, limitandosi a scribacchiare su un tovagliolo la frase: «The river flows, it flows to the sea/Wherever that river goes, that's where I want to be/Flow, river, flow», dicendo a Fonda di "darlo a McGuinn, perché avrebbe saputo cosa farci". Il frammento di testo fu passato a McGuinn, che lo ampliò con i propri contributi lirici e musicali per produrre la canzone finita.
Quando Dylan assistette a una visione privata di Easy Rider e si rese conto di essere stato accreditato come co-autore della canzone del film, telefonò a McGuinn e chiese che il suo nome fosse rimosso sia dai titoli di coda del film che da tutte le successive versioni della canzone. McGuinn ha ipotizzato in alcune interviste che Dylan ha rinnegato la canzone perché "non gli piaceva molto il film. Non gli piaceva il finale. Voleva vedere il camion dei bifolchi esplodere per ottenere una giustizia poetica. Non sembrava capire il concetto di antieroe di Peter Fonda."
Altri critici teorizzarono che il motivo per cui Dylan aveva insistito per rimuovere il suo accredito di co-autore fosse la convinzione che il suo nome fosse sfruttato per aumentare la credibilità "alternativa" del film.
La versione di Ballad of Easy Rider utilizzata nel film ed inclusa nell'album della colonna sonora di Easy Rider è indicata come performance solista di McGuinn e vede il cantante accompagnarsi alla chitarra acustica, con Gene Parsons all'armonica a bocca. Questa versione è completamente differente dalla versione poi pubblicata dai Byrds nell'omonimo album Ballad of Easy Rider.

## Versione dei Byrds
La versione dei Byrds della canzone fu registrata il 18 giugno 1969, ed è in tempo più veloce rispetto alla versione precedente. Inoltre, nel brano il produttore Terry Melcher modificò una copia del primo verso montandolo alla fine del secondo, creando di fatto una terza strofa ed aggiunse delle sovraincisioni orchestrali nel tentativo di emulare successi dell'epoca come Gentle on My Mind di Glen Campbell e Everybody's Talkin' di Harry Nilsson.
Con il proseguimento delle sessioni di registrazione per l'ottavo album in studio dei Byrds, l'interesse per la band crebbe a seguito del loro coinvolgimento con il film Easy Rider, portando McGuinn ad annunciare nelle interviste che il prossimo album della band sarebbe stato intitolato Captain America, in onore al personaggio di Peter Fonda nel film. Tuttavia, l'idea fu scartata e la canzone Ballad of Easy Rider diede il titolo all'album.
Il singolo (lato B Oil in My Lamp) fu pubblicato il 1º ottobre 1969 negli Stati Uniti, dove raggiunse la posizione numero 65 nella classifica Billboard Hot 100.

## Cover
Ballad of Easy Rider è stata reinterpretata dal gruppo folk rock britannico Fairport Convention. Anche la cantante folk e blues Odetta incise una versione di Ballad of Easy Rider per la compilation The Original Hits Of Right Now Plus Some Heavies From The Motion Picture "Easy Rider" del 1969. In aggiunta, l'arrangiatore e compositore Percy Faith pubblicò la sua versione del pezzo nell'album Held Over! Today's Great Movie Themes del 1970.
Una cover dal vivo da parte di Tom Petty and the Heartbreakers datata 1987, che la band dedicò a River Phoenix, è stata inclusa nella deluxe edition dell'album The Live Anthology.